# Henry Norris (baron)
Henry Norris, 1. baron Norreys (ur. 1525, zm. 7 maja 1601) – angielski polityk i dyplomata. Pochodził ze starej rodziny szlacheckiej z Berkshire. Jego ojciec sir Henry Norris został w 1536 ścięty za romans z królową Anną Boleyn.
W roku 1561 został szeryfem (High Sheriff) Oxfordshire i Berkshire, w których to hrabstwach miał dobra. Jesienią 1566 roku został ambasadorem we Francji. W sierpniu 1570 zastąpił go tam sir Francis Walsingham.
Poślubił Margery Williams of Rycote (1521–1599). Według ustaleń historyków ślub miał miejsce między grudniem 1542 a 26 sierpniem 1544.